# کرمئن
کرمئن (به لاتین: Kremen) یک منطقهٔ مسکونی در بلغارستان است که در شهرستان کیرکوفو واقع شده‌است.